# Функция Шпрага — Гранди
Функция Шпрага-Гранди широко используется в теории игр для нахождения выигрышной стратегии в комбинаторных играх, таких как игра Ним. Функция Шпрага-Гранди определяется для игр с двумя игроками, в которых проигрывает игрок, не имеющий возможности сделать очередной ход.
В случае дискретных игр иногда называется нимбером.
Теорема Шпрага-Гранди — это общий вывод из результатов, которые были независимо сформулированы и доказаны Р. Шпрагом (1935) и П. М. Гранди (1939). Она состоит в том, что для любой беспристрастной игры, где выигрывает сделавший последний ход, для каждой позиции однозначно определено значение функции Шпрага-Гранди, которое и определяет выигрышную стратегию либо её отсутствие.

## Определение
Пусть {\displaystyle G(x)} — множество всех состояний игры, достижимых из состояния {\displaystyle x} за один ход. Тогда функция Шпрага-Гранди {\displaystyle F} состояния {\displaystyle x} равна
{\displaystyle F(x)=\operatorname {mex} \left(\{F(y)\ |\ y\in G(x)\}\right),}
где {\displaystyle \operatorname {mex} } (minimum excluded) — наименьшее неотрицательное целое число, не содержащееся во множестве. 
Теорема Шпрага-Гранди утверждает, что беспристрастная игра с начальным состоянием {\displaystyle x} эквивалентна игре ним с одной кучкой с {\displaystyle F(x)} предметами. Соответственно, состояния {\displaystyle x} с {\displaystyle F(x)=0} являются проигрышными, а с {\displaystyle F(x)\neq 0} — выигрышными; оптимальная стратегия состоит в том, чтобы делать ход, переводящий игру в состояние с нулевым значением функции Шпрага-Гранди.

## Основные свойства
1. Если х — конечная позиция, то F(x) = 0. Позиции х, для которых F(x) = 0, являются П-позициями (проигрышными для игрока, чья очередь делать ход), тогда как все другие позиции соответственно Н-позициями (выигрышными для игрока, чья очередь делать ход). Выигрышная стратегия заключается в том, чтобы выбирать на каждом шаге ход, в котором значение Шпрага-Гранди равно нулю.
2. Из позиции х, для которой F(x) = 0, существуют ходы только в позицию у такую, что F(y) ≠ 0.
3. Из позиции х, для которой F(x) ≠ 0, существует хотя бы один ход в позицию у, для которой F(y) = 0.

## Применение
Одно из полезных свойств функции Шпрага-Гранди заключается в том, что она равна нулю для всех проигрышных позиций и положительна для всех выигрышных позиций. Это даёт метод нахождения выигрышной стратегии:
1. Найти функцию Шпрага-Гранди, например, строя её рекуррентно, начиная с конечных позиций.
2. Если в начальной позиции функция Гранди равна нулю, то игра для первого игрока проигрышна.
3. В противном случае, первый игрок может выиграть, перемещаясь каждым ходом в позицию с нулевым значением функции Гранди.

### Сумма игр
Если у нас имеется {\displaystyle n} игр {\displaystyle G_{1},G_{2},\dots ,G_{n}}, то можно рассмотреть комбинацию этих игр, для которой игровое поле состоит из совокупности игровых полей для игр {\displaystyle G_{1},G_{2},...,G_{n}} и за один ход игрок может выбрать некоторое {\displaystyle i,1\leq i\leq n}, и сделать ход на игровом поле для игры {\displaystyle G_{i}}. Такая комбинация называется суммой игр {\displaystyle G_{1},G_{2},\dots ,G_{n}} и обозначается {\displaystyle G_{1}+G_{2}+\dots +G_{n}}. Ситуацию на игровом поле игры {\displaystyle G_{1}+G_{2}+\dots +G_{n}}, когда игровое поле игры {\displaystyle G_{i}} находится в позиции {\displaystyle P_{i}}, удобно обозначать как {\displaystyle (P_{1},P_{2},\dots ,P_{n})}.
Функция Шпрага-Гранди обладает одним удивительным свойством, которое позволяет оптимально играть в сумму игр {\displaystyle G_{1}+G_{2}+...+G_{n}}, зная функцию Шпрага-Гранди для всех позиций каждой из игр {\displaystyle G_{i}}. Формулируется оно следующим образом:
{\displaystyle F(P_{1},P_{2},\dots ,P_{n})=F(P_{1})\oplus F(P_{2})\oplus \dots \oplus F(P_{n}),}
где {\displaystyle \oplus } — исключающее «или» (он же XOR).

## Пример
Задача
Имеется площадь, состоящая из 10 клеток. Играют два игрока. За один ход разрешается делить площадь на две неравные ненулевые площади так, чтобы единство каждой отдельно взятой клетки не нарушалось (то есть клетку делить нельзя). Проигрывает тот, кто не может сделать ход. Кто выигрывает при условии правильной справедливой игры?
Решение
Задача решается с конца. Рассмотрим варианты деления площади для всех случаев от 1 до 10 клеток, и найдем для них значения функции Шпрага-Гранди. Заметим, что для данной игры, в результате деления площади каждый раз на две новые площади, значение функции Шпрага-Гранди находится с помощью Ним-суммы.
Значение Шпрага-Гранди для n = 10 получается равным 0. Следовательно, игрок, делающий ход первым, проигрывает. При любом его ходе второй игрок переходит в позиции 4 + 4 или n = 1/2/7, значение Шпрага-Гранди для которых также равно 0.
Ответ
Выигрывает тот, кто ходит вторым.